# Tratado de Alcañices

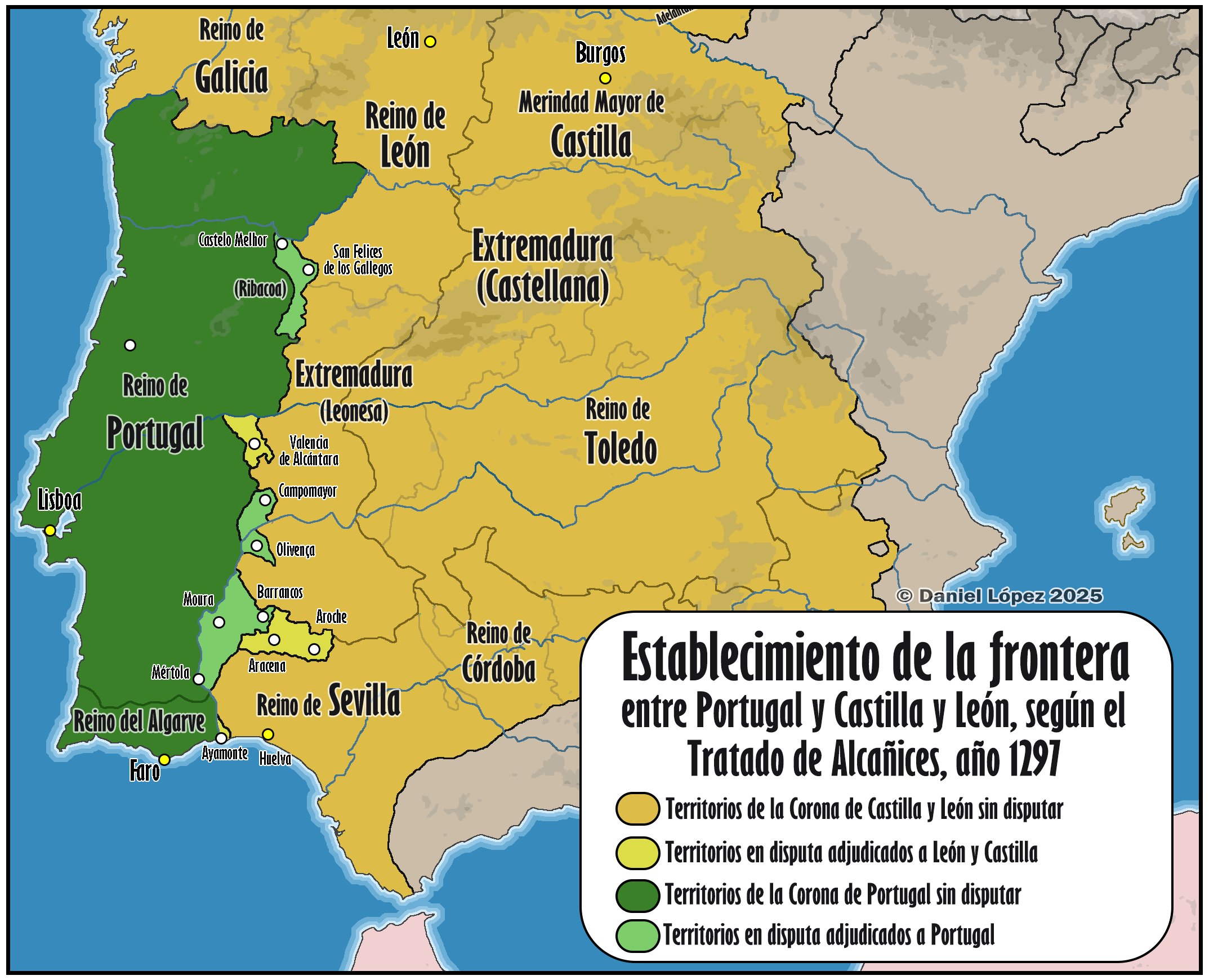
Mapa de los ajustes territoriales establecidos por el tratado.

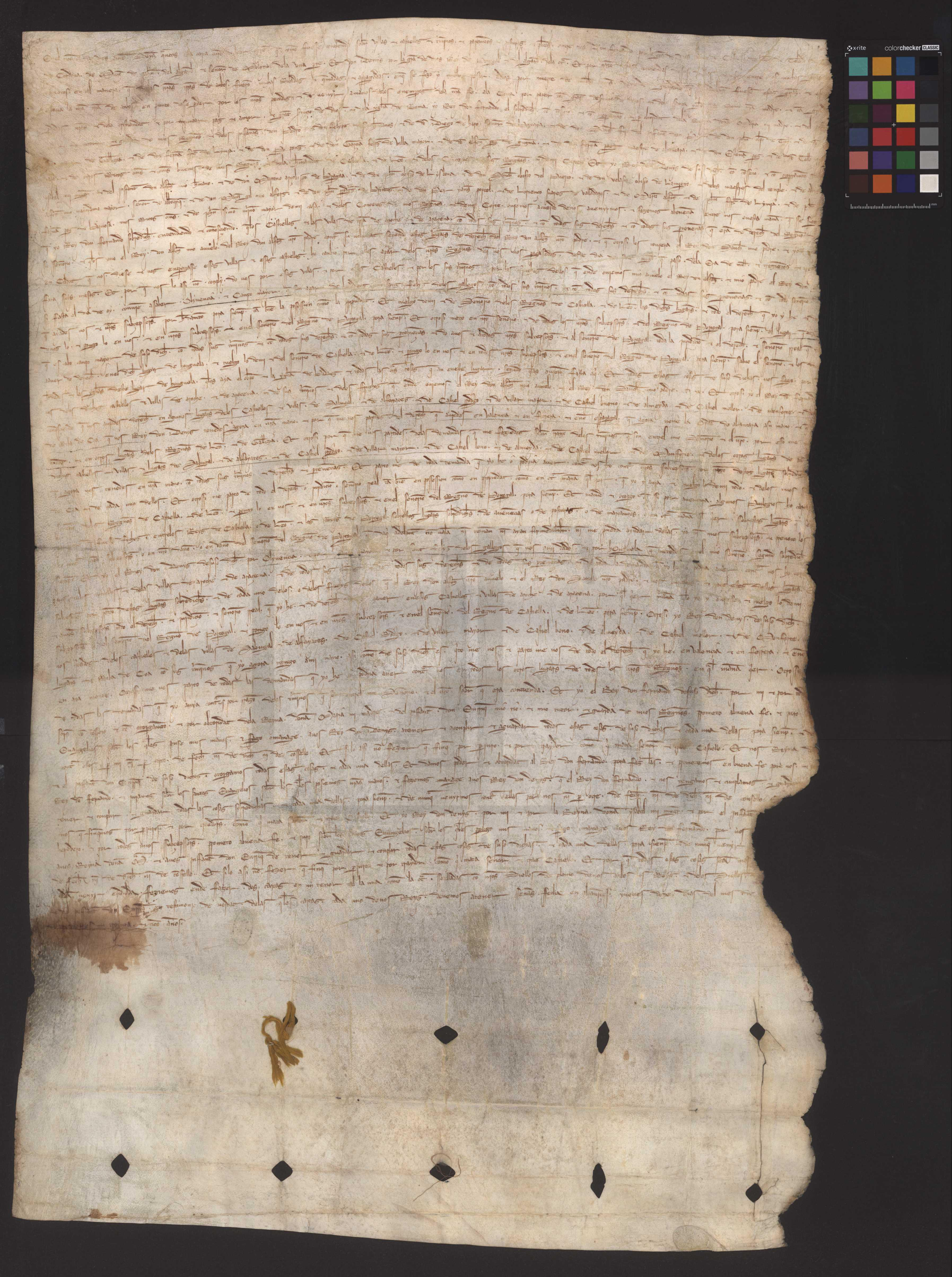
El Tratado de Alcañices, en el Archivo Nacional de la Torre do Tombo (Lisboa).

El Tratado de Alcañices (Portugués: Tratado de Alcanises) fue un acuerdo bilateral suscrito en 1297 entre la Corona de Castilla y el reino de Portugal y firmado por el rey Fernando IV de Castilla, en cuyo nombre, por ser menor de edad, actuaba la reina María de Molina, y por el rey Dionisio I de Portugal. Fue rubricado el 12 de septiembre de 1297 en la villa zamorana que le da nombre (Alcañices), dando lugar a una de las fronteras más antiguas de Europa. 

## Historia
En 1294, la reina María de Molina, tutora del rey Fernando IV, su hijo, durante su minoría de edad, había amenazado al rey Dionisio I de Portugal con romper los acuerdos establecidos entre ambos reinos en 1295, si persistían los ataques a la Corona de Castilla y el apoyo del soberano portugués al infante Juan de Castilla, que se había proclamado rey de León. Ante las amenazas de la reina, Dionisio de Portugal aceptó retirarse de la Corona de Castilla en 1296, no sin antes apoderarse de Castelo Rodrigo, Alfayates y Sabugal, territorios pertenecientes a Sancho de Castilla "el de la Paz", nieto de Alfonso X de Castilla.
Mediante el Tratado de Alcañices quedaron fijadas, entre otros puntos, las fronteras entre el reino de León y el reino de Portugal, que recibía una serie de plazas fuertes y villas a cambio de romper sus acuerdos que lo posicionaban en contra del reino de León, y que habían sido firmados con Jaime II de Aragón, con Alfonso de la Cerda, con el infante Juan de Castilla, y con Juan Núñez de Lara el Menor.
Al mismo tiempo, en el Tratado de Alcañices se confirmó el proyectado enlace entre Fernando IV de Castilla y la infanta Constanza de Portugal, al tiempo que se acordaban los esponsales entre el infante Alfonso de Portugal, heredero del trono lusitano, y la infanta Beatriz, hija de Sancho IV de Castilla y hermana de Fernando IV. Por otra parte, el monarca portugués aportó un ejército de trescientos caballeros, puestos a las órdenes de Juan Alfonso Télez de Meneses, para ayudar a la reina María de Molina en su lucha contra el infante Juan, que hasta ese momento había recibido el apoyo del rey Dionisio.
Además, se estipulaba en el tratado que las villas y plazas de Campomayor, Olivenza, Ouguela y San Felices de los Gallegos serían entregadas a Dionisio de Portugal como compensación por la pérdida por parte de Portugal, durante el reinado de Alfonso III de Portugal de una serie de plazas que le fueron arrebatadas por Alfonso X. A cambio de los derechos portugueses
en las tierras de Ayamonte, Santiago de Alcántara, Herrera de Alcántara, Valencia de Alcántara, Aroche  y Aracena fueron transferidos a la posesión definitiva de Castilla. Al mismo tiempo, le fueron entregadas al rey portugués las plazas de Almeida, Castelo Bom, Castelo Melhor, Castelo Rodrigo, Monforte, Sabugal, Sastres y Vilar Maior. Ambos monarcas renunciaron a plantearse reclamaciones territoriales en el futuro. Los prelados de los dos reinos acordaron el 13 de septiembre de 1297 apoyarse mutuamente y defenderse de las posibles pretensiones, por parte de otros estamentos, de restarles libertades o privilegios. El tratado fue ratificado no solo por los dos monarcas de ambos reinos, sino también por una representación abundante de los brazos nobiliario y eclesiástico de ambos territorios, así como por la Hermandad de los concejos de Castilla y por su equivalente del reino de León. Las consecuencias a largo plazo de este tratado fueron duraderas, ya que la linde entre ambos reinos apenas fue modificada en el curso de los siglos posteriores y se convirtió de esa forma en una de las fronteras más longevas establecidas en el continente europeo.
Por otra parte, el Tratado de Alcañices contribuyó a asegurar la posición en el trono de Fernando IV, insegura a causa de las discordias internas y externas, y permitió que la reina María de Molina ampliara su libertad de movimientos al no existir ya disputas con el soberano portugués, que pasó a apoyarla en su lucha contra el infante Juan, quien, en esos momentos, aún seguía controlando el territorio leonés.

## Cuestión de Olivenza
Con la firma de este tratado se dio comienzo a la disputa territorial entre España y Portugal por los terrenos pertenecientes a los municipios españoles de Olivenza y Táliga. En la actualidad este proceso se encuentra congelado desde el Congreso de Viena (1815).